# Kirill Felixowitsch Medwedew

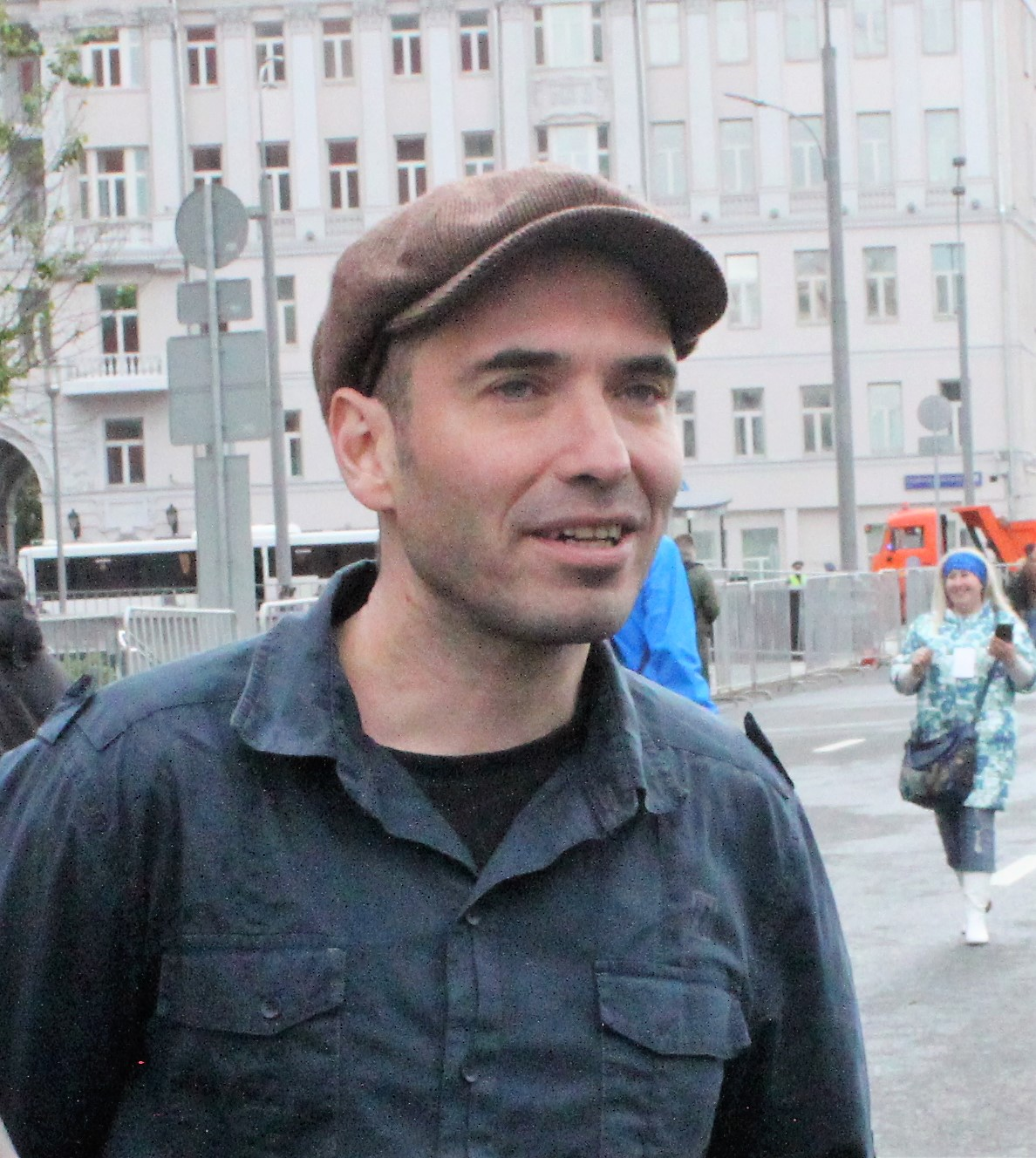
Kirill Medwedew 2010

Kirill Felixowitsch Medwedew (russisch Кирилл Феликсович Медведев; * 19. Juni 1975 in Moskau) ist ein russischer Dichter, Essayist, Übersetzer und politischer Aktivist. Er ist Gründer des Freien marxistischen Verlages. Außerdem ist er Sänger und Gitarrist der Gruppe Arkadi Koz.

## Leben

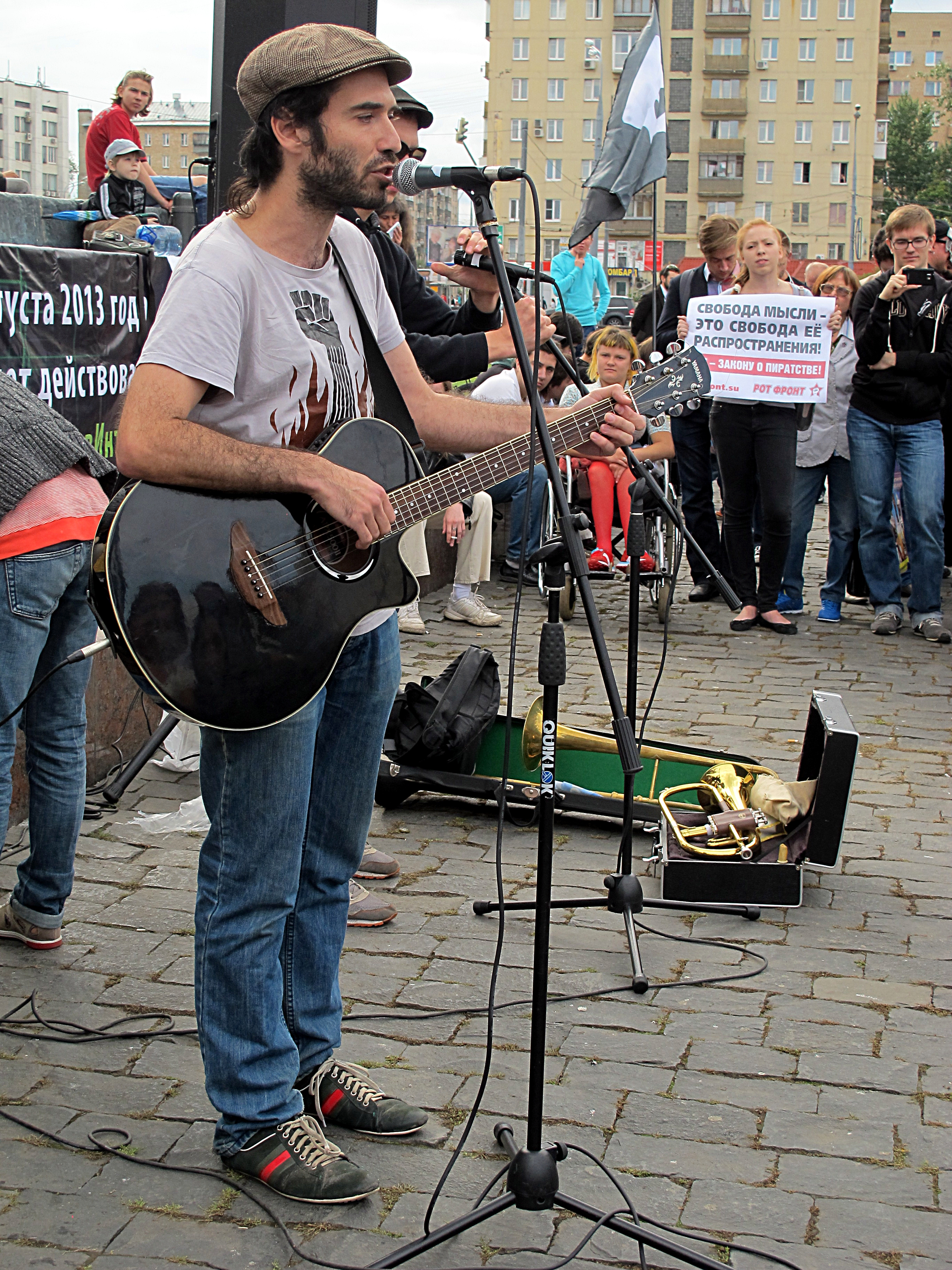
Medwedew auf einer Veranstaltung für freies Internet, 2013

Kirill Medwedew wurde 1975 in Moskau geboren. Von 1992 bis 1995 studierte er an der historischen Fakultät der Lomonossow-Universität Moskau. Im Jahr 2000 schloss er sein Studium am Maxim-Gorki-Literaturinstitut ab. Er veröffentlichte Artikel und Rezensionen u. a. im Russischen Journal, der Unabhängigen Zeitung und dem Bulletin Literarisches Leben Moskaus. Er veröffentlichte auch mehrere Übersetzungen der modernen englischsprachigen Literatur (darunter zwei Werke von Charles Bukowski: den Roman Frauen und einen Gedichtband) .
Im Jahr 2002 wurden seine Gedichte für den Andrei-Bely-Literaturpreis nominiert. 2004 schrieb er einige Lieder nach Gedichten von Alexander Brener aus dem Buch Apfelsinen für Palästina. 2008 gründete er den Freien marxistischen Verlag. Er arbeitet mit der Künstlergruppe Was tun zusammen und ist beratend am Almanach Translit beteiligt.
Seit 2010 tritt er als Sänger und Gitarrist der Gruppe Arkadi Koz auf, die sich nach dem Marxisten und Übersetzer der Internationale ins Russische Arkadi Koz benannt hat. Er tritt dort mit revolutionären Liedern auf.
Der russische Literaturkritiker Lew Oborin nannte ihn 2017 „den bekanntesten jungen russischen Dichter im Ausland“.

## Auszeichnungen
- 2012: Russische aktivistische Kunst (zweiter Preis) im Bereich Aktionen im städtischen Raum, verliehen im Rahmen des Festivals MediaUdar
- 2014: Andrei-Bely-Literaturpreis für sein Buch Marsch ins Rathaus im Bereich Poesie.[4]

## Ansichten

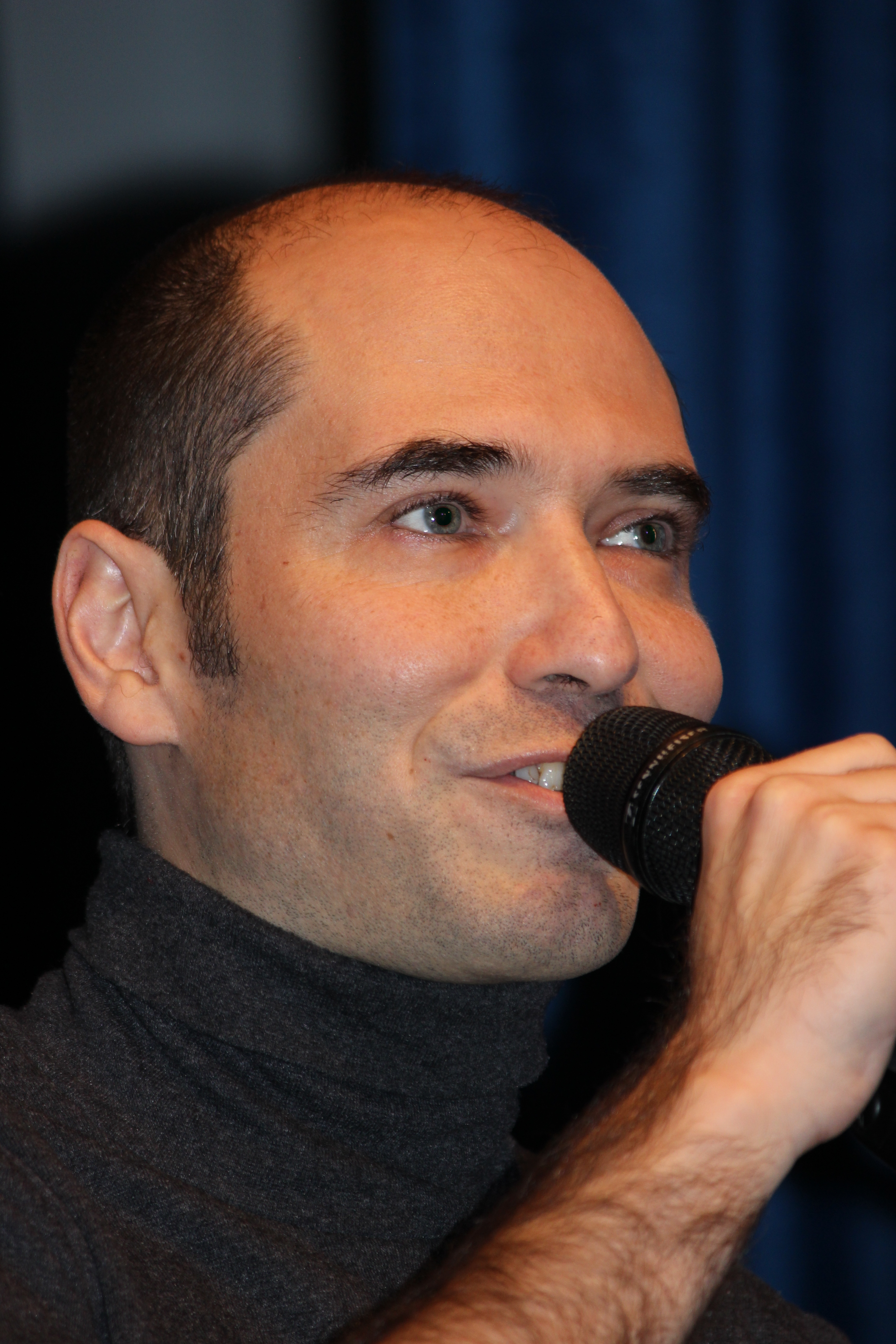
Medwedew, 2019. XI Biennale der Dichter in Moskau

Medwedew war Mitglied der Sozialistischen Bewegung „Vorwärts“. Später schloss er sich mit anderen Aktivisten von „Vorwärts“ der Russischen sozialistischen Bewegung an.
Er beteiligte sich 2009 an der Kampagne zur Verteidigung des Hauses der Künstler in Moskau und unterstützte den Kampf um den Erhalt des Waldes von Chimki (2010–2011).
Im Februar 2013 nahm er eine Videobotschaft für das Projekt gegen Homophobie zur Unterstützung der LGBT-Gemeinschaft auf.

## Familie
Medwedew ist der Sohn des russischen Journalisten Felix Nikolajewitsch Medwedew und der Urenkel von Zoltán Pártos, einem ungarischen Mediziner, der das Werk von Sigmund Freud ins Ungarische übersetzt hat. Zoltán Pártos war später Mitglied der Komintern und übersiedelte mit seinen Kindern 1922 nach Moskau, wo er als Arzt arbeitete. Er ist auch Urenkel des ungarischen Schriftstellers Sándor Bródy.

## Schriften
- Wsjo plocho (Alles ist schlecht). Verlag OGI, 2002, ISBN 5-94282-061-9.
- Wtorschenie (Der Einbruch). Verlag ARGO-RISK, 2002, ISBN 5-94128-067-X.
- Texte, die ohne Kenntnis des Autors herausgegeben wurden, Verlag NLO, 2007.
- 3 %. Gedichte. Freier marxistischer Verlag, 2007.
- Reakzija woobschtsche (Reaktion überhaupt: Artikel, Berichte über Aktionen, Essays, Interviews). Freier marxistischer Verlag, 2007.
- Schit dolgo, umeret molodym (Lange leben, jung sterben). Translit, Freier marxistischer Verlag, Sankt Petersburg 2011.
- Pochod na Meriju (Marsch ins Rathaus). Freier marxistischer Verlag, Translit, 2014, ISBN 978-5-98063-021-8.
- Antifaschism dlja wsech. Freier marxistischer Verlag, 2017, ISBN 978-5-9907804-6-0.

## Übersetzungen von Schriften Medwedews
- Tekstid, mis ilmusid autori loata, Tuum, Tallinn, 2008, Übersetzung ins Estnische von Igor Kotjuh, ISBN 978-9985-9806-8-2.
- It’s No Good: poems / essays / actions. Ugly Duckling Presse, 2012. Übersetzung ins Englische von Keith Gessen, Mark Krotov, Corey Mead и Bela Shayevich. ISBN 978-1-933254-94-4.
- Alles is slecht. Leesmagazijn, 2014, Übersetzung ins Niederländische von Pieter Boulogne, ISBN 978-94-91717-09-3.
- Biopolitiek. Leesmagazijn, 2017, Übersetzung ins Niederländische von Pieter Boulogne, ISBN 978-94-91717-45-1.
- Antifaschismus für alle. Essays, Gedichte, Manifeste. A. d. Russ. von Matthias Meindl und Georg Witte. Matthes & Seitz, Berlin, 2020, ISBN 978-3-95757-626-2.[7]